# Nathanael West
Pour les articles homonymes, voir West et Weinstein.
Nathanael West (17 octobre 1903 – 22 décembre 1940) est le nom de plume de l'auteur, scénariste et satiriste américain Nathan Wallenstein Weinstein.

## Jeunesse
Nathanael West naît à New York, premier enfant d'un couple de Juifs russes parlant allemand et originaires de Lituanie qui habitait dans une maison de la classe moyenne supérieure, dans le quartier juif de la Upper West Side. West montre peu de motivation pour les études, abandonnant le lycée et ne parvenant à se faire admettre à l'université Tufts qu'en contrefaisant son bulletin scolaire. Après son expulsion de Tufts, West entre à l'université Brown en s'appropriant le bulletin d'un camarade d'études à Tufts s'appelant également Nathan Weinstein. Bien que West étudie peu à Brown, il lit énormément. Il ignore la littérature réaliste de ses contemporains américains, ses faveurs allant aux surréalistes français et aux poètes britanniques et irlandais des années 1890, notamment Oscar Wilde. West est intéressé par les styles et les contenus littéraires peu communs. Il s'intéresse également au christianisme et au mysticisme en tant qu'objets d'expériences et d'expression de la littérature et de l'art. Les camarades de West à Brown le surnomment « Pep » (« dynamisme ») : on ne sait pas cela indique que West affichait une grande énergie physique ou (dans la tradition sarcastique de nombreux surnoms) l'extrême opposé. Puisque les étudiants juifs n'étaient pas admis dans les associations d'étudiants, son meilleur ami était son futur beau-frère S.J. Perelman, qui devait devenir l'un des auteurs comiques les plus érudits d'Amérique.
West sort de l'Université à peine diplômé. Il part alors à Paris en 1925 pour trois mois où il change son nom en Nathanael West. La famille de West, qui l'a soutenu jusque-là de loin, connaît des difficultés financières à la fin des années 1920. West retourne chez lui et travaille sporadiquement dans la construction pour son père, trouvant finalement un travail de responsable de nuit au Kenmore Hotel situé à East 23rd Street, à Manhattan. L'une des expériences vécues par West dans cet hôtel a directement inspiré le récit de l'incident entre Romola Martin et Homer Simpson figurant dans L'Incendie de Los Angeles (paru en 1939).

## Carrière d'auteur
Bien que West écrive depuis l'Université, ce n'est que depuis ce travail de nuit de tout repos à l'hôtel qu'il trouve le temps de se consacrer à son œuvre romanesque. C'est à cette époque que West écrit ce qui va devenir finalement Miss Lonelyhearts (1933). En 1931, deux ans avant qu'il ne complète Miss Lonelyhearts, West publie The Dream Life of Balso Snell, un roman conçu à l'université. Parallèlement, West travaille dans un groupe d'écrivains dans et autour de New York, notamment avec William Carlos Williams et Dashiell Hammett.
En 1933, West achète une ferme dans le sud de la Pennsylvanie, mais bientôt trouve un emploi de scénariste pour Columbia Pictures et s'installe à Hollywood. Il publie un troisième roman, A Cool Million, en 1934. Aucun de ses trois livres ne se vend et il connaît, dans le milieu des années 1930, des difficultés financières, collaborant de loin en loin à des scénarios. Nombre de films auxquels il travaille appartiennent à la série B, comme Five Came Back (1939). C'est à cette époque que West écrit L'Incendie de Los Angeles, qui est publié en 1939.

## Mort
West et sa nouvelle épouse, Eileen McKenney, meurent le 22 décembre 1940 dans un accident de voiture, au lendemain de la mort de son ami Francis Scott Fitzgerald (attaque cardiaque). West a toujours été un très mauvais conducteur, et nombre de ses amis (notamment Perelman) ont toujours refusé de monter en voiture quand West conduisait. La rumeur veut que l'accident de voiture qui coûta la vie à Nathanael West et à son épouse ait été causé par le non-respect d'un stop par l'auteur accablé de douleur après la mort de son ami. Eileen McKenney fut le sujet du livre Ma Sœur Eileen, écrit en 1938 par sa sœur aînée, Ruth McKenney. Nathanael West et Eileen McKenney sont enterrés au cimetière de Mount Zion, dans le Queens, à New York.

## Œuvre
West fut relativement méconnu de son vivant et sa notoriété ne grandit qu'après sa mort, notamment avec la publication de ses œuvres complètes en 1957. Miss Lonelyhearts est majoritairement regardé comme son chef-d'œuvre et L'Incendie de Los Angeles, écrit durant les premières années à Hollywood, reste l'un de ses meilleurs romans. Il est souvent comparé au roman inachevé de Francis Scott Fitzgerald, Le Dernier Nabab, écrit à la même époque alors que ce dernier vit également à Hollywood. Si l'un appartient à une famille d'auteurs qui emploient l'« humour noir » dans leurs textes de fiction, West peut être considéré comme le successeur de Nicolas Gogol et Edgar Allan Poe, et le précurseur de Saul Bellow, Vladimir Nabokov et Martin Amis.
La majeure partie des fictions de West sont, dans un sens, une réponse à la Grande Dépression que connaît l'Amérique après le krach de Wall Street en octobre 1929 et qui se poursuit dans les années 1930. Les décors obscènes et criards de L'Incendie de Los Angeles se dressent en opposition à la morne misère dans laquelle vit à cette époque le reste du pays. Selon West, le rêve américain a été trahi à la fois spirituellement et matériellement pendant les années de dépression économique. Cette idée de la corruption du rêve des pionniers de l'ouest américain continuera longtemps après sa mort : en effet, le poète W. H. Auden invente le terme de « maladie de West » en référence à la pauvreté qui existe à la fois dans un sens spirituel et économique.

## Œuvres publiées
- 1931 : La Vie rêvée de Balso Snell (The Dream Life of Balso Snell)
- 1933 : Mademoiselle Cœur-Brisé (Miss Lonelyhearts)
- 1934 : Un million tout rond (A Cool Million)
- 1939 : L'Incendie de Los Angeles (The Day of the Locust)

## Scénarios au cinéma
- 1936 : Ticket to Paradise
- 1936 : Suivez votre cœur (Follow Your Heart) d'Aubrey Scotto
- 1936 : The President's Mystery
- 1937 : Rhythm in the Clouds
- 1937 : It Could Happen to You
- 1938 : Born to Be Wild
- 1939 : Quels seront les cinq ? (Five Came Back), de John Farrow
- 1939 : J'ai volé un million (I Stole A Million) de Frank Tuttle
- 1940 : The Stranger on the Third Floor (traduit sous le titre L'Inconnu du troisième étage)
- 1940 : The Spirit of Culver
- 1940 : Men Against the Sky
- 1940 : Let's Make Music
- 1940 : Before the Fact avec Boris Ingster

## Adaptations cinématographiques
- 1975 : Le Jour du fléau (d'après The Day of the Locust), réalisé par John Schlesinger